# 山田和宏
山田 和宏（やまだ かずひろ、1978年 - ）は、日本の画家。サロン・ドートンヌ会員。大分県蒲江町（現佐伯市）出身。1903年に設立されたフランスの美術展覧会サロン・ドートンヌ展での発表をはじめ、欧州・ニューヨークで作品を発表。
2019年に6大陸世界73カ国4300点超えの作品を対象に開催された、アメリカ合衆国Art Renewal Center (ARC)が主催する写実絵画世界公募展『14th International ARC Salon Competition』において、日本人初のChairman's Choice Award（ARC会長賞）を受賞。

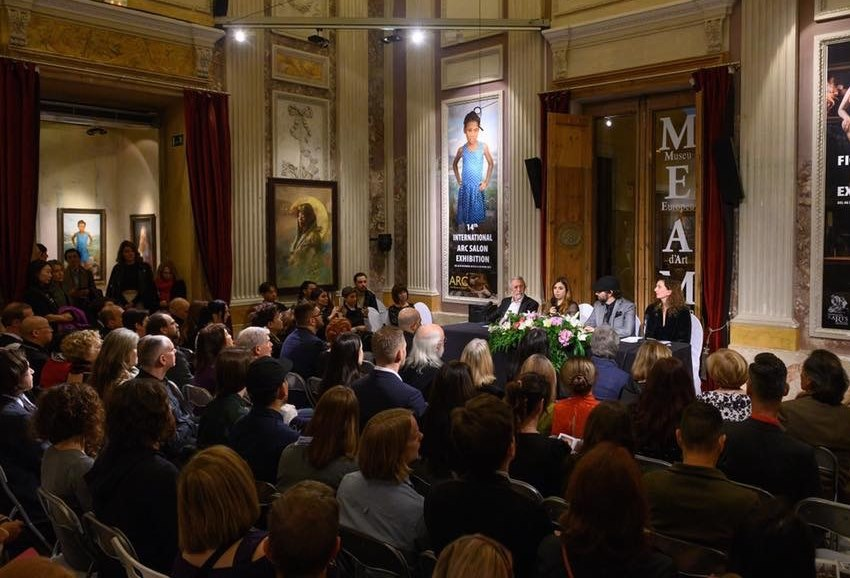
2019年12月6日、スペイン・バルセロナのMEAMヨーロッパ近代美術館（:es:Museo Europeo de Arte Moderno）で催されたARC授与式の様子

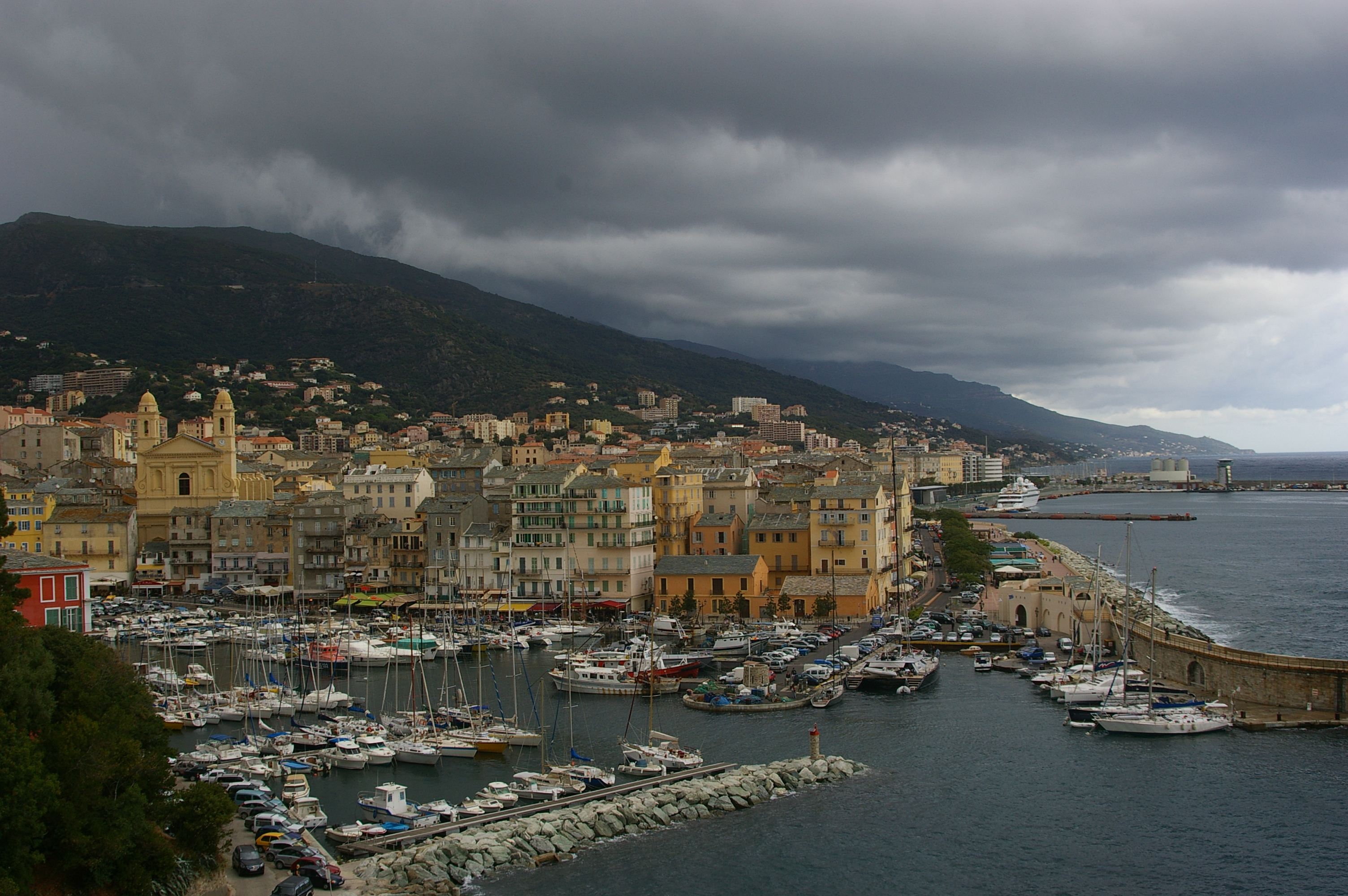
2016年6月に開催されたコルシカ美術賞展の開催地となったフランス領コルシカ島バスティアの眺望

## 画歴
- 2024年　サロン・ドートンヌ2024（シャンゼリゼ通り特設パビリオン/フランス・パリ）
- 2024年　サロン・ドートンヌ2023-24（グランド•ホール•ドゥ•ラ•ヴィレット（fr:Grande Halle de la Villette）/フランス・パリ）
- 2023年　FIGURATIVAS 2023（MEAMヨーロッパ近代美術館/スペイン・バルセロナ）
- 2022年　サロン・ドートンヌ2022（グランド•ホール•ドゥ•ラ•ヴィレット（fr:Grande Halle de la Villette）/フランス・パリ）
- 2021年　サロン・ドートンヌ2021（シャンゼリゼ通り特設パビリオン/フランス・パリ）
- 2021年　15th International ARC salon exhibition at MEAM（MEAMヨーロッパ近代美術館/スペイン・バルセロナ）
- 2021年　15th International ARC salon exhibition at The Sotheby's（サザビーズNY/アメリカ・ニューヨーク）
- 2021年　サロン・ドートンヌ正規会員推挙
- 2020年　LE SALON D'AUTOMNE PRÉSENTE SECTION JAPONAISE（La Galerie de l'Europe/フランス・パリ）
- 2020年　サロン・ドートンヌ2020（フランス・パリ）
- 2020年　第２１回 日本・フランス現代美術世界展　招待出展（国立新美術館/東京）
- 2020年　14th International ARC salon exhibition at The Sotheby's（サザビーズNY/アメリカ・ニューヨーク）
- 2019年　14th International ARC salon exhibition at MEAM（MEAMヨーロッパ近代美術館/スペイン・バルセロナ）
- 2019年　サロン・ドートンヌ2019（シャンゼリゼ通り特設パビリオン/フランス・パリ）
- 2019年　第20回記念 日本・フランス現代美術世界展　招待出展（国立新美術館/東京）
- 2018年　サロン・ドートンヌ2018（シャンゼリゼ通り特設パビリオン/フランス・パリ）
- 2018年　第19回 日本・フランス現代美術世界展　招待出展（国立新美術館/東京）
- 2018年　日本・スペイン外交関係樹立１５０周年記念外務省公式認定事業スペイン美術賞展　招待出展（Antigua instituto culture center/スペイン・アストゥリアス州）
- 2017年　サロン・ドートンヌ2017（シャンゼリゼ通り特設パビリオン/フランス・パリ）
- 2017年　第18回 日本・フランス現代美術世界展　招待出展（国立新美術館/東京）
- 2017年　イタリア美術賞展　招待出展（The Farm Cultural Park/イタリア・シチリア島・アグリジェント）
- 2016年　サロン・ドートンヌ2016（シャンゼリゼ通り特設パビリオン/フランス・パリ）
- 2016年　第17回 日本・フランス現代美術世界展　招待出展（国立新美術館/東京）
- 2016年　コルシカ美術賞展　招待出展（Theatre Municipal/フランス・コルシカ島・バスティア）
- 2015年　第16回 日本・フランス現代美術世界展（国立新美術館/東京）

## 代表作
- 『If There Were an Angel in the Sky of Barcelona…』(油彩・キャンバス)：2022年[9][10]
- 『Towards the Light』(油彩・キャンバス)：2021年[11][12]
- 『落日』(油彩・キャンバス)：2019年[1]
- 『An old quiet tree bearing light of many moons』(油彩・キャンバス)：2017年[13][2][6]。
- 『Remember the Old Voyages』(油彩・キャンバス)：2016年[14]
- 『木漏れ日の下で・・・』(色鉛筆・紙)：2015年 − 冨士屋はなやもも（旧冨士屋旅館）所蔵[2][15][16]
- 『時刻（とき）の堆積』(色鉛筆・板張り紙)：2015年[17][18][2]

## 受賞歴
- 2024年　17th International ARC salon competition landscape（風景画部門）ファイナリスト選出[19]
- 2023年　12º CONCURSO DE PINTURA FIGURATIVAS 2023 ファイナリスト選出[20]
- 2022年　16th International ARC salon competition landscape（風景画部門）ファイナリスト選出[21]
- 2021年　15th International ARC salon competition landscape（風景画部門）ファイナリスト選出[22]
- 2020年　サロン・ドートンヌ2020 入選[23]
- 2019年　14th International ARC salon competition Chairman's Choice　Award（ARC会長賞）[24]
- 2019年　14th International ARC salon competition landscape（風景画部門）ファイナリスト選出[25]
- 2019年　第２０回記念 日本・フランス現代美術世界展 大賞[1]
- 2019年　サロン・ドートンヌ2019 入選[1]
- 2018年　13th International ARC salon competition landscape（風景画部門）ファイナリスト選出[18]
- 2018年　第１９回 日本・フランス現代美術世界展 準グランプリ日仏賞[26]
- 2018年　サロン・ドートンヌ2018 入選[1]
- 2017年　サロン・ドートンヌ2017 入選[1]
- 2016年　サロン・ドートンヌ2016 入選[1]
- 2015年　第１６回 日本・フランス現代美術世界展 準グランプリ日仏賞[27]

## 関連動画
- Salon d'automne2024(フランス・パリ)

1. 2024年にフランス・パリで開催された国際サロン展サロン・ドートンヌ2024 - YouTube

- Museu Europeu d'Art Modern(スペイン・バルセロナ)

1. 2022〜2023年にヨーロッパ近代美術館で開催された国際サロン展Figurativas2023 - YouTube

- Museu Europeu d'Art Modern(スペイン・バルセロナ)

1. 2022〜2023年にヨーロッパ近代美術館で開催された国際サロン展Figurativas2023 - YouTube

- Salon d'automne2022(フランス・パリ)

1. 2022年にフランス・パリで開催された国際展覧会サロン・ドートンヌ2022 - YouTube

- Museu Europeu d'Art Modern(スペイン・バルセロナ)

1. 2021年にヨーロッパ近代美術館で開催された式典翌日のインターナショナルアーティストパーティー - YouTube

- Salon d'automne2021(フランス・パリ)

1. 2021年にフランス・パリで開催された国際展覧会サロン・ドートンヌ2021 - YouTube

- Museu Europeu d'Art Modern(スペイン・バルセロナ)

1. 2021年10月にヨーロッパ近代美術館で催された15th International ARC Salon Exhibitionの式典 - YouTube

- Art Renewal Center(アメリカ合衆国・ニューヨーク)

1. 2021年7月に米国ニューヨーク・サザビーズで開催されたInternational ARC Salon Exhibition at Sotheby'sの動画 - YouTube

- サロン・ドトーヌ日本作家展2020 パリ：ギャラリー・ヨーロッパ 欧州美術クラブ

1. 2020年10月にフランス・パリのLa Galerie de l'Europeで開催された展覧会関連動画 - YouTube

- 第21回 日本・フランス現代美術世界展 欧州美術クラブ

1. 2020年8月に東京・国立新美術館で開催された国際展覧会関連動画 - YouTube

- Art Renewal Center(アメリカ合衆国・ニューヨーク)

1. 2020年7月に米国サザビーズを通じて配信されたInternational ARC Salon Exhibition at Sotheby'sでのメッセージ動画 - YouTube

- Museu Europeu d'Art Modern(スペイン・バルセロナ)

1. 2019年12月にヨーロッパ近代美術館で催された14th International ARC salon competitionの式典 - YouTube

- Museu Europeu d'Art Modern(スペイン・バルセロナ)

1. 2019年にヨーロッパ近代美術館で開催された式典翌日のインターナショナルアーティストパーティー - YouTube

- Museu Europeu d'Art Modern(スペイン・バルセロナ)

1. 2019年に開催された14th International ARC salon exhibition at MEAMの展示会場関連動画 - YouTube

- Salon d'automne2019(フランス・パリ)

1. 2019年にフランス・パリで開催された国際展覧会サロン・ドートンヌ2019 - YouTube

- Salon d'automne2018(フランス・パリ)

1. 2018年にフランス・パリで開催された国際展覧会サロン・ドートンヌ2018 - YouTube

- Salon d'automne2017(フランス・パリ)

1. 2017年にフランス・パリで開催された国際展覧会サロン・ドートンヌ2017 - YouTube

- Salon d'automne2016(フランス・パリ)

1. 2016年にフランス・パリで開催された国際展覧会サロン・ドートンヌ2016 - YouTube

- Japanese Contemporary Arts Exhibition C.A.E.A

1. 2016年にフランス・コルシカ島バスティアで開催されたコルシカ美術賞展関連動画 - YouTube

## 掲載誌
- 2023年 『Figurativas 2023 · Catálogo de la exposición』ACC ART BOOKS（スペイン）
- 2023年 『International Realism』ACC ART BOOKS（英国）、ISBN 1788842200
- 2022年 『Masterpieces volume1 New Edition』The Guide Artists(スペイン)、ISBN 9788412606645
- 2022年 『Masterpieces』The Guide Artists(スペイン)、ISBN 9788412606607
- 2021年 『International Realism』ACC ART BOOKS（英国）、ISBN 9781788841184
- 2021年 『The Guide Artists Magazine ISSUE 43 . MARCH 2021』The Guide Artists(スペイン)
- 2020年 『The Guide Artists Magazine ISSUE 39 . NOVEMBER 2020』The Guide Artists(スペイン)
- 2020年 『The Guide Artists Magazine ISSUE 38 . OCTOBER 2020』The Guide Artists(スペイン)
- 2020年 『美術の窓10月号』生活の友社
- 2020年 『The Guide Artists Magazine ISSUE 37 . SEPTEMBER 2020』The Guide Artists(スペイン)
- 2020年 『The Guide Artists Magazine ISSUE 36 . AUGUST 2020』The Guide Artists(スペイン)
- 2020年 『美術の窓6月号、特集日本のアート再発見（現代作家編）』生活の友社
- 2020年 『美術の窓3月号』生活の友社
- 2020年 『International Realism』ACC ART BOOKS（英国）、ISBN 1788840674
- 2019年 『Le Salon d'Automne à travers ses affiches de 1903 à nos jours』Paris lelivre dart（フランス）、ISBN 9782355323348
- 2019年 『Artcollectors（アートコレクターズ）10月号』生活の友社
- 2019年 『美術の窓10月号』生活の友社
- 2019年 『International Realism』ACC ART BOOKS（英国）、ISBN 9781851499175
- 2015年 『美術の窓10月号』生活の友社

## 寄稿
- 2020年 『美術の窓6月号、新時代の曙光』生活の友社[28][29]